# Ouest Potiguar

Étendue de la région de l'ouest Potiguar.

L'ouest Potiguar est l'une des 4 mésorégions de l'État du Rio Grande do Norte. Elle regroupe 62 municipalités groupées en 7 microrégions.

## Données
La région compte 781 439 habitants pour 21 167 km².

## Microrégions
La mésorégion de l'ouest Potiguar est subdivisée en 7 microrégions:
- Chapada do Apodi
- Médio Oeste
- Mossoró
- Pau dos Ferros
- Serra de São Miguel
- Umarizal
- Vallée de l'Açu